# 下田義浩
下田 義浩（しもだ よしひろ、1978年4月2日 - ）は、日本のピアニスト、作曲家、編曲家。東京都町田市出身。血液型A型。
株式会社八王子FM（Tokyo Star Radio）取締役
Star Radio Records（※キングレコード）チーフプロデューサー
株式会社オレンジチャイム（※クラウン徳間）代表取締役
株式会社image&music 代表取締役

## 略歴
音楽家である両親の影響を受け幼少の頃からピアノを習い始める。
高校時代よりキーボーディストとしてバンド活動を開始し、1999年（株）シンコーミュージックと専属契約。作曲・編曲活動を開始する。
2005年にフランスで行われたパリコレクションでは、日本人として初めてライブ演奏にピアニストとして参加するなどプレーヤーとしても活動し様々なアーティストのライブやスタジオセッションも行っている。
近年は自身が取締役を担うFMラジオ局「Tokyo Star Radio」（八王子エフエム）が運営するレーベル「STAR RADIO RECORDS（※キングレコード）」のチーフプロデューサーを務め様々なアーティストのプロデュースを行っている。

## ラジオ番組
Tokyo Star Radioにてアシスタントパーソナリティーも務める。
- 富田京子の「勝ち抜き！生歌オーディション！」（火曜21時〜）
- 早瀬久美のあの日をもう一度（火曜22時〜）
- 秋本奈緒美の美味しいものはお好きですか？（木曜21時半〜）
- 吉田栄作のヒューマンタッチ（金曜23時〜）

また
- あべ静江と太田美知彦の"You&Me" 毎週水曜22時〜

- 林寛子のラブリーアイランド　毎週月曜22時〜

- 秋山眞人のここだけのスピリチュアルな話　毎週土曜21時〜

- 矢追純一のエンカウンター遭遇　毎週金曜22時〜

- 及川奈央とNEWJACK拓郎の"おめおじゃ"毎週木曜23時〜

- ギルドロップスのギルドロップス&フレンズ　毎週木曜21時〜

- 辰巳琢郎の日本ワインde乾杯！　毎週木曜20時半〜

他様々なラジオ番組のプロデューサーを務める

## テレビ、映画
［TV］
TV番組の音楽プロデューサーとして
テレビ東京
- 機捜235

- 強行犯係 樋口顕

TV東京の2大刑事ドラマである中村梅雀さん主演の「機捜235」と内藤剛志さん主演「強行犯係 樋口顕」の2023年1月〜スタートの連ドラの劇伴音楽を担当。
放送は毎週金曜20時〜のゴールデンタイム
iTSCOMch
- キャシー中島のお部屋を彩るハワイアンキルトの世界

- 秋本奈緒美が行く日本名水巡りの旅

- 辰巳啄郎の日本ワイン百景

- 渡辺正行の 全国！ごはんのおとも探求の旅

- あやかり神社巡りの道

- デビュー50周年　とどけ！心の歌　八代亜紀 Anniversary Live

千葉テレビ
- とーがね！おまつり部

他様々な番組を担当
［映画］
- 神話の国の子供たち（2015年）劇版担当

## 主な作品
［アーティスト］
古川雄大
- 燃えよ太陽  （編曲、ピアノ）

中川内雅貴
- 春色の風  （作曲、編曲、ピアノ）

今井ゆうぞう、はいだしょうこ
- おひさまクリーム（作曲、編曲、ピアノ）

ぴちょんくん
- ウタタウタ（編曲）

黒沢年雄
- Good bye Hard Days（編曲、ピアノ）

秋本奈緒美
- そこに花が咲いていた（作曲、編曲、ピアノ）

- LOVE IS EVERYWHERE YOU ARE（作曲、編曲、ピアノ）

- 雪のメロディー（作曲、編曲、ピアノ）

- 陽だまりの中で（作曲、編曲、ピアノ）

- 今ここに（編曲、ピアノ）

麻宮百
- 十人十色の恋（作曲）

SnowSheep
- トンネルの向こう（作曲）

秋月こおり
- また会おうね...虹の橋で（編曲、ピアノ）

- ぼくはここにいるよ（編曲、ピアノ）

NEWJACK拓郎
- maco（編曲、ピアノ）

冨永祐輔
- シルクロード-天空ver-（編曲、ピアノ）

ギルドロップス
- カエル（編曲）

- アイスクリーム（編曲）

- マカロニグラタン（編曲）

みうらじゅん&安齋肇
- 勝手に観光協会1（編曲、ピアノ）

- 勝手に観光協会2（編曲、ピアノ）

- 勝手に観光協会3（編曲、ピアノ）

［アニメ］
テニスの王子様
塩谷麻公
- 雪のかけら（編曲）

河村隆
- 卒業（編曲）

乾貞治
- 風の行方（編曲、ピアノ）

乾貞治fet 越前リョーマ、海堂薫
- JUICE（編曲）

青学1年トリオ
- ぼくたちのしっぱい（編曲、ピアノ）

河村隆
- wow wow wow（編曲）

最遊記-RELOAD GUNLOCK
- respectively（編曲）

週刊ストーリーランド
OSTY
- True story but...（作曲、編曲）

［ゲーム］
龍が如く5 夢叶えし者
- Love Sound Track（作曲、編曲）

夏夢夜話
- 銀色の夜明けに（作曲）

L@ve once -mermaid's tears
- 純愛フラグ（作曲）

宮崎羽衣
- Last be love（作曲）